# یوکو
یوکو تودو که سابقاً با نام یوکو (چینی ساده: 优酷; به معنای «عالی») فعالیت می‌کرد، یک سرویس میزبانی ویدئو بوده، که در پکن مستقر است. این شرکت به عنوان زیرمجموعه گروه علی‌بابا فعالیت می‌کند.
دفتر مرکزی یوکو در طبقه پنجم Sinosteel Plaza در ناحیه هایدیان پکن واقع شده‌است. دوازدهم مارس ۲۰۱۲، طی توافقی، یوکو و تودو با معاملهٔ سهامی خاص شرکت‌ها با هم ادغام شدند، نهاد جدید یوکو تودو نام گرفت که ماهانه بیش از ۵۰۰ میلیون کاربر فعال دارد و روزانه ۸۰۰ میلیون بازدید ویدیویی دارند.
یوکو به همراه iQiyi , Sohu ,ال‌ای دات کام , Tencent Video , PPTV، 56.com و Funshion یکی از برترین پلتفرم‌های سرویس آنلاین پخش ویدئو و پخش آنلاین در چین است. با این حال، سلطه یوکو در بازار چین توسط رقیبش Baidu's iQiyi سرنگون شد.

## تاریخچه
یوکو توسط ویکتور کو، مدیر سابق پورتال اینترنتی چینی Sohu تأسیس شد. بودجه اولیه این سایت از طریق 1Verge، که توسط کو جمع‌آوری شده بود فراهم شد. نسخه بتا سایت با محدودیت جغرافیایی در ژوئن ۲۰۰۳ راه اندازی شده و وب سایت به‌طور رسمی در دسامبر ۲۰۰۳ شروع به کار کرد. در سال ۲۰۰۷، این شرکت ۲۵ میلیون دلار بودجه از سرمایه‌گذاران خطرپذیر دریافت کرد. در دسامبر ۲۰۰۹، این شرکت اعلام کرد که در مجموع ۱۱۰ میلیون دلار سهام خصوصی جمع‌آوری کرده‌است. سرمایه‌گذاران اصلی عبارتند از: Brookside (Bain) Capital , Sutter Hill Ventures , Maverick Capital و Chengwei Ventures.
این شرکت در ابتدا بر محتوای تولید شده توسط کاربر تأکید می‌کرد اما بعدتر تمرکزش را به سمت تولید ویدیوهای حرفه ای دارای مجوز، از بیش از ۱۵۰۰ شریک محتوا معطوف کرده‌است.
از ژانویه ۲۰۱۰، Youko.com با توجه به ارائه‌دهندهٔ اندازه‌گیری اینترنت CR-Nielsen، در رتبهٔ ۱ بخش ویدیوی اینترنت چین قرار گرفت (با توجه به اینکه یوتیوب در چین ممنوع است). در سال ۲۰۰۸، یوکو با مای‌اسپیس چین همکاری کرد. در همان سال، یوکو به تنها ارائه‌دهندهٔ ویدیوی آنلاین تعبیه‌شده در موزیلا فایرفاکسِ چین تبدیل شد.
در ژانویه ۲۰۱۰، یوکو و شرکت رقیبش تودو ایجاد یک شبکه مبادله پخش ویدئو را اعلام کردند، که تحت آن یوکو و تودو به‌طور حرفه ای محتوای ویدیویی تولید خواهند کرد.
یوکو درآمد ناخالص ۲۰۰ میلیون RMB را در سال ۲۰۰۹ ثبت کرد.
۸ دسامبر ۲۰۱۰، یوکو برای اولین بار در بورس اوراق بهادار نیویورک قرار گرفت. سهام در اولین روز معاملات با ۳۳٫۴۴ دلار بسته شد و به این شرکت سرمایه بازار ۳٫۳ میلیارد دلاری داد.
برای ۹ ماه اول سال ۲۰۱۰ یوکو درآمد ۳۵٫۱ میلیون دلاری را گزارش کرد و در این مدت ۲۵ میلیون دلار ضرر ثبت کرد. Youko.com به نظر می‌رسد هیچ ارتباطی با دامنه چینی Youko.cn ندارد.
ویکتور کو زمانی کارمند Bain & Company، یکی از برجسته‌ترین شرکتهای مشاوره مدیریت در جهان بود.
دسامبر ۲۰۱۸، این شرکت اخراج رئیس واحد یانگ ویدونگ را به دلیل کمک به تحقیقات پلیس در پرونده جستجوی منافع مالی، اعلام کرد.

### ادغام
۱۲ مارس ۲۰۱۲، یوکو و تودو، دو شرکت بزرگ آنلاین فیلم در چین اعلام کردند که قصد دارند برای ایجاد یکی از بزرگترین سایت‌های ویدئویی چین باهم ادغام شوند. قبل از اعلام ادغام، یوکو وب سایت یازدهم و تودو وبسایت چهاردهم در چین بود.
نام شرکت به یوکو تودو تغییر یافت. رئیس هیئت مدیره، ویکتور کو، بنیانگذار این شرکت است.سهام این شرکت قبل از اینکه توسط علی بابا در نوامبر ۲۰۱۵ خریده شود در بورس نیویورک به نام YOKU ثبت شده بود. دسامبر ۲۰۱۶ یوکو اعلام کرد که ۳۰ میلیون کاربر دارد.